# Open di Francia 2018 - Doppio leggende under 45
Sébastien Grosjean e Michaël Llodra erano i detentori del titolo, ma sono stati eliminati nella fase a gironi.
Àlex Corretja e Juan Carlos Ferrero hanno vinto il titolo, sconfiggendo in finale Evgenij Kafel'nikov e Marat Safin con il punteggio di 6–3, 6–3.

## Tabellone

### Legenda
| - Q = Qualificato - WC = Wild card - LL = Lucky loser | - ALT = Alternate - SE = Special Exempt - PR = Protected Ranking | - w/o = Walkover - r = Ritirato - d = Squalificato |

### Finale
|  | Finale |                                   |                                   |   |   |  |
|  |        |                                   |                                   |   |   |  |
|  | A2     | Evgenij Kafel'nikov Marat Safin   | Evgenij Kafel'nikov Marat Safin   | 3 | 3 |  |
|  | B2     | Àlex Corretja Juan Carlos Ferrero | Àlex Corretja Juan Carlos Ferrero | 6 | 6 |  |

### Gruppo A
|    |                                 | A Clément N Escudé | E Kafel'nikov M Safin | T Enqvist A Medvedjev | RR V-P | Set V-P | Game V-P | Pos. |
| A1 | Arnaud Clément Nicolas Escudé   |                    | 4–6, 3–6              | 6–3, 7–6(5)           | 1–1    | 2–2     | 20–21    | 2    |
| A2 | Evgenij Kafel'nikov Marat Safin | 6–4, 6–3           |                       | 6-3, 3–6, [14–12]     | 2–0    | 4–1     | 35–28    | 1    |
| A3 | Thomas Enqvist Andrij Medvedjev | 3–6, 6(5)–7        | 3-6, 6–3, [12–14]     |                       | 0–2    | 1–4     | 30–36    | 3    |

La classifica viene stilata in base ai seguenti criteri: 1) Numero di vittorie; 2) Numero di partite giocate; 3) Scontri diretti (in caso di due giocatori pari merito); 4) Percentuale di set vinti o di game vinti (in caso di tre giocatori pari merito); 5) Decisione della commissione

### Gruppo B
|    |                                   | S Grosjean M Llodra | À Corretja JC Ferrero | J Blake M Philippoussis | RR V-P | Set V-P | Game V-P | Pos. |
| B1 | Sébastien Grosjean Michaël Llodra |                     | 4–6, 2–6              | 6–2, 6–2                | 1–1    | 2–2     | 18–16    | 2    |
| B2 | Àlex Corretja Juan Carlos Ferrero | 6–4, 6–2            |                       | 7–5, 3–6, [10–8]        | 2–0    | 4–1     | 23–17    | 1    |
| B3 | James Blake Mark Philippoussis    | 2–6, 2–6            | 5–7, 6–3, [8–10]      |                         | 0–2    | 1–4     | 15–23    | 3    |

La classifica viene stilata in base ai seguenti criteri: 1) Numero di vittorie; 2) Numero di partite giocate; 3) Scontri diretti (in caso di due giocatori pari merito); 4) Percentuale di set vinti o di game vinti (in caso di tre giocatori pari merito); 5) Decisione della commissione